# 桃月あいり
堀田 あいり（ほった あいり、2000年4月17日 - ）は、日本のグラビアアイドル、女優。静岡県出身。現在、フリーランスで活動中。かつて、イエローキャブに所属していた。

## 略歴
専門学校在学時、先生から勧められてイエローキャブのオーディションを受けたのがデビューのきっかけ。
2020年11月、舞台初出演で初ヒロインに抜擢される。
2021年6月、第4回ミス週刊実話のファイナリストに選ばれる。
2021年9月、1stDVD「ミルキーグラマー」（竹書房）を発売。
2022年8月6日、同年7月27日をもってイエローキャブとの2年間の契約満了となり退社したことと、芸名を「堀田 あいり」（ほった あいり）に改名し暫くの間フリーランスで活動することを自身のTwitter（現・X）で報告した。

## 人物
- 趣味：ラーメン店巡り[1]
- 特技：表計算　プログラミング[6]

## 書籍

### 写真集
- あいるか（2020年11月18日、あたろうBOOKS）※共演：星咲るか

### 雑誌掲載
- EX web
- EX MAX! SP
- ヤングアニマル
- WEEKDAYはグラドル日記
- グラドル・ザ・ベストDX

## 出演

### インターネット放送
- 完全燃焼ガール
- 水着でキャブキャブ

## 舞台
- ガールズハイパーミュージカル「LOVE ME DOLL」（2020年7月18日・20日 - 23日、シアターブラッツ）

## 作品

### DVD
- ミルキー・グラマー（2021年9月24日、竹書房）